# Adelpha felderi
Espèce
Adelpha felderi  est une espèce de papillons de la famille des Nymphalidae, sous famille des Limenitidinae et du genre des Adelpha.

## Dénomination
Adelpha felderi a été décrit par Jean-Baptiste Alphonse Dechauffour de Boisduval en 1870 sous le protonyme Heterochroa felderi.
Synonyme : Adelpha falcata Godman & Salvin, 1878.

### Noms vernaculaires
Adelpha felderi se nomme Felder's Sister en anglais.

## Description
Adelpha felderi est un papillon au dessus marron, orné d'une tache postdiscale orange aux ailes antérieures proche du bord costal et d'une bande blanche allant aux ailes postérieures de l'angle anal au bord costal et se continuant aux ailes antérieures sur les 2/3 de l'aire discale.
Le revers est jaune orangé avec la même bande blanche que sur le dessus, et des taches bleu clair nacrées dans la partie basale et en ligne submarginale.

## Écologie et distribution
Adelpha felderia est présent  au Mexique, au Guatemala et au Costa Rica.

### Protection
Pas de statut de protection particulier.